# Лисино (Вологодская область)
Лисино — деревня в Харовском районе Вологодской области.
Деревня стоит на левом берегу малой реки Исельмы.
Входит в состав Ильинского сельского поселения (до 2015 года — в составе Слободского сельского поселения).
Расстояние по автодороге до районного центра Харовска — 61 км, до центра муниципального образования Арзубихи — 12 км. Ближайшие населённые пункты — Симаниха, Семеновская, Давыдовская.

## Население
По переписи 2002 года население — 6 человек.
| 2002 | 2010 |
| ---- | ---- |
| 6    | →6   |